# Jorge Wilson
Jorge Wilson Menéndez (Montevideo, 13 de octubre de 1965) es un militar uruguayo, que ejerció como Comandante en Jefe de la Armada Nacional.

## Biografía

### Formación
Ingresó a la Escuela Naval en marzo de 1982, y se graduó de la misma como Guardiamarina del Cuerpo General el 21 de diciembre de 1985.

### Carrera
Entre 1993 y 1997 se desempeñó como Jefe de Departamentos Planificación Educativa, Administración Escolar y Ayudas a la Enseñanza en la División Cursos de la Escuela Naval. De 2003 a 2005 se desempeñó como Comandante de Compañía de Patrulla Fluvial URPAC K en la Misión de las Naciones Unidas en la República Democrática del Congo (MONUSCO), y a partir de 2008 como observador militar y asesor del Force Commander, hasta 2009. Desde este año, hasta 2012 ocupó el cargo de Jefe de la Segunda División del Estado Mayor de la Dirección General de Personal Naval. En el Comando de la Flota prestó servicios en el Estado Mayor entre 2003 y 2008.
Prestó servicios en el Destructor ROU 03 "18 de Julio, el buque ROU Presidente Rivera (28), la fragata ROU 03 "Montevideo", y la lancha vigilante ROU 05 "15 de Noviembre". A su vez, ejerció el Segundo Comando las estas dos últimas.
Entre los años 2012 y 2013 prestó servicios en la Misión de Estabilización de las Naciones Unidas en Haití en calidad de observador militar, ocupando el cargo Jefe de la División U-7 “Maritime Operations, and Military Training & Best Practices” del Estado Mayor del Force Commander.
Entre el 8 de septiembre de 2016 y el 28 de marzo de 2018 se desempeñó como Agregado Naval a la embajada uruguaya en Washington D. C. y Delegado Alterno ante la Junta Interamericana de Defensa. A su regreso a Uruguay, el 1 de abril fue ascendido al rango de Contraalmirante. Diez días más tarde tomó posesión como Jefe del Estado Mayor General de la Armada.
El 22 de enero de 2020, el presidente Luis Lacalle Pou lo nombró Comandante en Jefe de la Armada Nacional. Asumió el cargo el 4 de marzo de 2020, en sucesión del Almirante Carlos Abilleira, siendo ascendido al rango de Almirante. Ha manifestado la necesidad de una renovación en la flota de la fuerza.

## Condecoraciones
- Medalla al Mérito Tamandaré (República Federativa del Brasil).[2]
- Medalla Comandante Pedro Campbell (República Oriental del Uruguay).[2]
- Medalla 15 de Noviembre (República Oriental del Uruguay).[2]